# Climate Action Network
Climate Action Network (in italiano: rete di azione per il clima), sigla CAN, è una rete di organizzazioni non governative ambientaliste attive nello studio e nel contrasto del cambiamento climatico.

## Attività
Climate Action Network è costituita da oltre 1 800 ONG di oltre 130 paesi e prevalentemente attiva alle riunioni della Convenzione quadro delle Nazioni Unite sui cambiamenti climatici (UNFCCC).
Pubblica la newsletter ECO, che presenta le opinioni della società civile e delle comunità ambientaliste di tutto il mondo durante i negoziati sul clima, dal 1999 assegna il premio satirico Fossil of the Day alle delegazioni dei paesi meno impegnate nei negoziati sul cambiamento climatico e, dal 2015, sull'attuazione dell'Accordo di Parigi; dal 2011 assegna il premio Ray of the Day ai paesi più virtuosi.
Inoltre, sostiene e coordina i suoi membri nella rete globale attraverso lo sviluppo di capacità, campagne, progetti e mobilitazioni per sollecitare i governi e le altre parti interessate ad agire sull'emergenza climatica.
I membri della CAN: lavorano per raggiungere questo obiettivo attraverso il coordinamento dello scambio di informazioni e la strategia organizzativa non governativa su questioni climatiche internazionali, regionali e nazionali; attribuiscono una grande priorità sia a un ambiente sano che a uno sviluppo che «soddisfa i bisogni del presente senza compromettere la capacità delle generazioni future di soddisfare i propri bisogni» (Rapporto Brundtland).
La visione della CAN è di proteggere l'atmosfera consentendo uno sviluppo sostenibile ed equo in tutto il mondo.

## Reti regionali e nazionali
CAN-International ha reti regionali e nazionali, chiamate nodi, che coordinano le attività delle organizzazioni partecipanti.

### Nodi regionali
- CAN-Arab World
- CAN-Eastern Africa
- CAN Eastern Europe, Caucasus and Central Asia (CAN-EECCA)
- CAN-Europe
- CAN Latin American (CANLA)
- Pacific Islands CAN (PICAN)
- CAN-South Asia (CANSA)
- Southern African Region CAN (SARCAN)
- CAN-South East Asia (CANSEA)
- CAN West and Central Africa (CANWA)

### Nodi nazionali
- CAN-Australia (CANA)
- CAN-Rac Canada
- CAN-China
- Réseau Action Climat France (RAC-France)
- CAN-Japan
- New Zealand Climate Action Network
- CAN-South Africa (SACAN)
- CAN-Tanzania
- CAN-Uganda
- CAN UK
- US Climate Action Network (USCAN)
- CAN Zimbabwe (CANZIM)

#### CAN Europe
CAN Europe, con sede a Bruxelles, è costituita da 179 organizzazioni di 38 paesi.
Le organizzazioni italiane aderenti: Italian Climate Network, Legambiente, WWF Italia.